# 오타와 세너터스
오타와 세너터스(영어: Ottawa Senators)는 캐나다 온타리오주 오타와를 연고지로 하는 아이스하키 팀이다. 미국·캐나다 통합 리그인 내셔널 하키 리그(NHL) 동부 콘퍼런스 애틀랜틱 디비전 소속에 속한다.
오타와에는 1883년 ~ 1934년 오타와 세너터스라는 이름의 프로 아이스하키 팀이 있었다. 당시 이 팀은 1917년 내셔널 하키 리그 창설의 원년 멤버였으며, 여러 차례 스탠리컵을 차지하는 등 이름을 알렸으나, 1934년 세인트루이스로 연고지를 이전하였고, 1935년 해체되었다. 1990년 내셔널 하키 리그의 새 팀으로 오타와 세너터스가 재창단되어, 1992년 ~ 1993년 시즌부터 이스턴 콘퍼런스에 편성되어 참가중이다. 신생팀으로 초기에는 하위권에 머물렀으나, 1998년 ~ 1999년 시즌에는 노스이스트 디비전에서 우승한 것을 시작으로 디비전에서 4차례 우승하였고 2006년 ~ 2007년 시즌에는 디비전에서는 우승하지 못했으나, 플레이오프에 진출하였고 스탠리컵 결정전에까지 오르는 최고의 성적을 올렸다. 스탠리컵 결정전에서는 애너하임 덕스에 4승 1패로 졌다. 2010년 ~ 2011년 시즌에는 노스이스트 디비전 최하위에 머물러 플레이오프에 진출하지 못했다. 홈링크는 캐네디언 타이어 센터이다.

## 역대 홈경기장
| 경기장               | 사용기간      | 수용인원 | 장소              | 비고                                                                             |
| -------------------- | ------------- | -------- | ----------------- | -------------------------------------------------------------------------------- |
| 오타와 세너터스      |               |          |                   |                                                                                  |
| 오타와 시빅 센터     | 1992년~1995년 | 9,500명  | 온타리오주 오타와 | 빈칸                                                                             |
| 캐네디언 타이어 센터 | 1995년~현재   | 19,153명 | 온타리오주 오타와 | 더 팔라디움(1996년) 코렐 센터(1996년~2006년) 스코샤 뱅크 플레이스(2006년~2013년) |
| 뉴 오타와 아레나     | 미정          | 미정     | 온타리오주 오타와 | 빈칸                                                                             |

## 영구 결번
| 오타와 세너터스 영구 결번 |                   |          |                             |                  |
| 번호                      | 이름              | 포지션   | 활동 기간                   | 지정일           |
| 4                         | 크리스 필립스     | 수비수   | 1997년~2015년               | 2020년 2월 18일  |
| 8                         | 프랭크 피니건     | 라이트윙 | 1923년~1931년 1932년~1934년 | 1992년 10월 8일  |
| 11                        | 다니엘 알프레드손 | 라이트윙 | 1995년~2013년               | 2016년 12월 29일 |
| 99                        | 웨인 그레츠키     | 센터     | -                           | 2000년 2월 6일   |